# 977
977 (CMLXXVII) je bilo navadno leto, ki se je po julijanskem koledarju začelo na ponedeljek.

## Dogodki
- 1. januar

## Smrti
Neznan datum
- Boris II. Bolgarski (* okoli 931)
- Dubravka Češka, vojvodinja Poljanov (* 940/945)
- Kosrovanujš, peta kraljica Bagratidske Armenije (* ni znano)